# 井上優里菜
井上 優里菜（いのうえ ゆりな、1986年12月15日 - ）は、神奈川県出身のアイドル。テアトルアカデミー所属。

## 出演

### テレビドラマ
- アンティーク 〜西洋骨董洋菓子店〜（2001年、フジテレビ）
- はぐれ刑事純情派（2003年8月20日、テレビ朝日 / 東映）
  - 第16シリーズ　20話「おふくろさん殺人事件!?モノマネが暴いた真犯人」 - 井波智子 役
- 怪談新耳袋（2004年、BS-i）御祓いは効かない編「毛浪」に出演

### バラエティ
- みごろ! たべごろ! デンセンマン（2003年、テレビ朝日）

### その他のテレビ番組
- データボックス しらべてサイエンス（2000年 - 2002年、NHK教育テレビ）

### CM
- トミー ピカチュウフリフリポケモン（2001年）

## ビデオ・DVD
- ストロベリーシェイク 井上優里菜 中1（2000年、大友写真事務所）
- Andantino（2002年、心交社）池田愛、今井春奈と共演

## 書籍

### 写真集
- ポコアポコ（2002年、心交社）渡辺舞、古谷千波と共演
- Apricot（2002年、心交社）池田愛、今井春奈と共演